# Halleluja (O'Carrol & Walker)
Halleluja är en psalm med musik skriven av Fintan O'Carrol och Christopher Walker.

## Publicerad som
- Psalmer i 90-talet som nr 923 under rubriken "Psaltarpsalmer och Cantica"
- Nr 966 i Psalmer i 2000-talet under rubriken "Psaltarpsalmer och Cantica".
- Nr 865 i Sång i Guds värld Tillägg till Svensk psalmbok för den evangelisk-lutherska kyrkan i Finland 2015 under rubriken "Gudstjänstlivet".